# Piledriver (microarchitecture)
Pour les articles homonymes, voir Piledriver (homonymie).
Bulldozer - Family 15h Steamroller - Family 15h (3rd-gen)
AMD Piledriver (ou Family 15h) est une microarchitecture développée par AMD en tant que successeur de deuxième génération de la microarchitecture Bulldozer. Elle cible les marchés des ordinateurs de bureau, des portables et des serveurs. Elle est utilisée pour l'Accelerated Processing Unit d'AMD (anciennement Fusion), la gamme AMD FX et la gamme de processeurs Opteron.
Les changements par rapport à Bulldozer sont incrémentaux. Piledriver utilise la même conception de « module ». Ses principales améliorations sont la prédiction de branchement et l'ordonnancement FPU/entier, ainsi qu’un passage aux bascules hard-edge pour réduire la consommation d’énergie. Cela s’est traduit par des gains de fréquence d'horloge de 8 à 10 % et une augmentation des performances d’environ 15 % avec des caractéristiques de puissance similaires. Le FX-9590 est environ 40 % plus rapide que le FX-8150 basé sur Bulldozer, principalement en raison d’une fréquence d’horloge plus élevée.
Les produits basés sur Piledriver ont été lancés pour la première fois le 15 mai 2012 avec la série de produits pour portables Accelerated Processing Unit (APU), nom de code Trinity. Les APU destinés aux ordinateurs de bureau ont suivi au début du mois d’octobre 2012 avec les processeurs de la série FX sortis plus tard dans le mois,. Les processeurs pour serveurs Opteron ont été annoncés au début du mois de décembre 2012.